# Однорідні члени речення
Однорідні члени речення — це такі члени речення, що виконують одну синтаксичну роль, відносяться до одного й того самого члена речення і поєднуються між собою сурядним зв'язком. Однорідні члени речення рівноправні і не залежать одне від одного. Вони називають поняття, близькі за своєю сутністю. Однорідні члени разом пов'язані тим самим підрядним зв'язком з іншим членом речення, який їх пояснює або який вони пояснюють.

## У реченні
У реченні однорідні члени можуть поєднуватися за допомогою: 
1. сполучників сурядності (Теслярі робили мости на Дніпрі, і Дінці, і на тихому Збручі);
2. інтонації, що на письмі позначається комою або крапкою з комою (В один день затопило ліси, сінокоси, городи);
3. обох цих способів (Змішаний) (Сонце росло, палало і тихо спускалося додолу). Однорідними можуть бути будь-які (і головні, і другорядні) члени речення.

Здебільшого однорідні члени речення виражаються однією і тією ж частиною мови, але в ролі однорідних членів можуть виступати й різні частини мови (Хоч був тато грізним, але нас дуже любив).
Однорідні члени речення бувають непоширені й поширені (Широкою, вкритою туманом долиною верталися додому, Улас Самчук). У реченні може бути не один, а кілька рядів однорідних членів (Верби й верболози сіро-зеленим туманом котились по луці і закривали подекуди воду).
Однорідні члени речення вимовляються з інтонацією переліку.

### Не є однорідними членами речення
1. Повторювані слова, які вживаються в реченні для підкреслення кількості предметів, тривалості дії, вираження емоційності; вони розглядаються як єдиний член речення (Квітки куплю в переході, ніжну, ніжну красу, радість в теплих долонях в дім принесу, принесу)
2. Повторювані однакові форми слів, об'єднані частками не, так (хоч не хоч, писати так писати, дивиться не надивиться);
3. Стійкі словосполучення з парними сполучниками і…і, ні…ні (ні слуху ні духу, ні пава ні ґава, і сміх і гріх).
4. Два однакові за формою дієслова, що позначають дію та її мету (піду подивлюся). Однорідні та неоднорідні означення. Між неоднорідними кома не ставиться.

Однорідними слід вважати означення, які: 
1. характеризують предмет з одного погляду.
2. вказують на споріднені ознаки одного предмета.